# Isabel Perillán y Quirós
Isabel Perillán y Quirós, Isabel de Perillán y Quirós fue una poetisa natural de Campo de Criptana (Ciudad Real), (nacida a principios del siglo XVII-fallecida posiblemente en 1664)
Se conserva una composición poética de 1644, en un manuscrito de la Biblioteca Nacional de España, con la cual consiguió el segundo premio del certamen literario que tuvo lugar en Campo de Criptana en honor a San Antonio de Padua.

## Biografía
Isabel Perillán y Quirós perteneció a una familia noble hidalga que a lo largo del tiempo logró acumular no pocas propiedades, tuvo su cuota de poder político y situó a algunos de sus miembros en el estamento eclesiástico y en el nobiliario. Fueron bisabuelos suyos Juan Sánchez de Olalla y María López. Era nieta de Isabel López de Olalla, fallecida hacia 1596, y del doctor Perillán de Yepes, un médico de este pueblo de posición económica bien acomodada censado entre los años 1560 y 1572 y que falleció en 1619.
Su padre fue Cristóbal Perillán, del que se sabe que en 1604 llegó a ser alcalde ordinario de esta villa. La madre se llamaba Catalina de Quirós, que en ocasiones aparecía censada como contribuyente con la denominación de “ La quirosa “ o “ La quirosa de Perillán “ . Ambos tenían ferviente devoción hacia San Francisco, hasta el punto de que fueron amortajados con el hábito de dicho santo antes de ser sepultados en la capilla de la Virgen del Rosario de la iglesia parroquial.
Hermanos de Isabel fueron el clérigo Don Diego, que tuvo su casa en la actual calle Valenzuela, y Catalina. Tíos-hermanos de su padre eran María Perillán, que contrajo matrimonio con Cristóbal Meneses, y el licenciado Diego Perillán, un abogado que estudió su carrera de Leyes en la Universidad de Salamanca. Algunos de sus primos fueron el fraile agustino Fr. Juan Perillán, hijo del anterior, y las hermanas María y Clara Inés Meneses, en su época incluidas entre los hidalgos de Campo de Criptana.
Isabel Perillán y Quirós otorgó testamento el 5 de febrero de 1663 y murió, probablemente, el año siguiente. Unas décadas antes se había casado con el tomellosero Juan García Lázaro, que ocupó cargos públicos en el ámbito municipal criptanense: en 1644 era alcalde ordinario, y al menos en 1633 fue tercero, es decir, administrador de las tercias que percibía la Orden de Santiago en Campo de Criptana. 
Tuvieron dos hijos. Uno fue Don Juan, casado en primeras nupcias con Dª María de Oropesa, vecina de Argamasilla de Alba, y en segundas con Dª Catalina de Alba, vecina de Alhambra. Don Juan proporcionó dos nietas a Dª Isabel: una habida en el primer matrimonio, llamada como su abuela, Isabel; otra de nombre Andrea, producto del segundo casamiento.
El otro hijo de Isabel y Juan fue, pese a su apellido, Nicolás Ramírez de Arellano, que se inclinó por la vida sacerdotal pero que también tuvo descendencia pese a no casarse. En efecto, fue padre de dos hijos naturales, Manuel e Isabel. Y es que todo indica que tuvo una vida algo turbulenta. Siendo clérigo de órdenes menores anduvo en pleito con Teresa López Pintado por estupro y haberle dado falsa palabra de matrimonio. El proceso se vio en primera instancia ante el Prior de Uclés y posteriormente, en apelación, ante el Consejo de las Órdenes Militares, que condenó a Nicolás a pagar 600 ducados [ 1 ducado=11 reales ] más las costas del juicio, lo que indujo al “mozo” a apelar ante la Santa Sede, que no llegó a intervenir dado que se produjo un arreglo entre las partes: Teresa López se separó del pleito, con lo cual Nicolás tuvo vía libre para tomar definitivamente estado eclesiástico; a cambio Teresa recibió de la familia del en principio condenado 5.000 reales, de ellos 2.200 al contado y el resto en dos pagas en el día de la Virgen de la Asunción de 1654 y 1655. Como prenda que garantizase esos pagos Isabel Perillán tuvo que hipotecar una viña de unas 8.000 vides que con su cocedero tenía en Arenales de la Moscarda (hoy Arenales de San Gregorio). Era la contrapartida de tener un hijo un tanto libertino, lo que a buen seguro – pensemos en la época en que le tocó vivir - debió proporcionar no pocos quebraderos de cabeza a aquella mujer que en su momento alcanzó renombre por las loas poéticas que dedicó al santo paduano.

## Certamen literario[8]

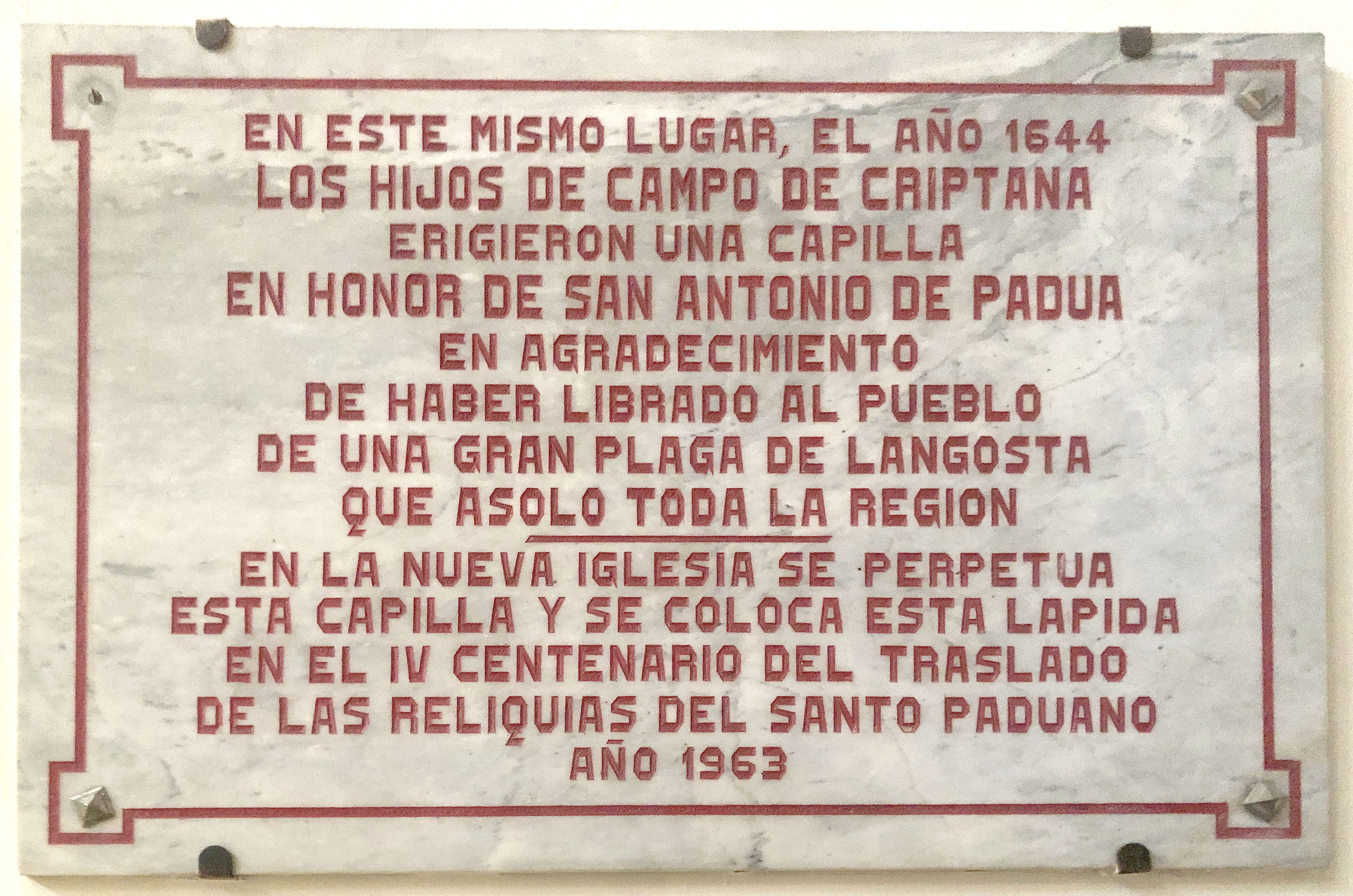

En los años 1632 y 1633 Campo de Criptana, vio invadidos sus campos por una gran plaga de langosta. Afligidos ante tan penoso trance, que devoraba los cultivos agrícolas, el pueblo se encomendó a San Antonio de Padua que con gran asombro de todos, advirtieron a poco cómo desaparecían aquellas nubes del temible ortóptero sin dejar apenas rastro de su paso. 
En agradecimiento, el pueblo de Campo de Criptana quiso honrar al Santo paduano erigiendo una suntuosa capilla barroca a quien ya consideraban como su celestial protector. Terminada en 1644, se celebró su bendición y la de la nueva imagen con grandes festejos, entre los cuales ocupó preferente lugar un certamen o justas poéticas, muestra de lo que se han llamado academias literarias en el contexto de la España del Siglo de Oro.
En aquella época Criptana contó con una cátedra de gramática, que tuvo que mejorar notablemente su vida cultural.
De ella nos da cumplida noticia Picatoste en su libro “Estudios sobre la grandeza y decadencia de España”. 
“Certámen poético en alabanza del glorioso S. Antonio de Padua para la fiesta que la villa del Campo de Criptana le hizo el año de 1644, en que como á su protector le erigió una imágen de vulto con reverente celo y devocion. Dirigido al Excmo. Sr. duque de Híjar.”
El certamen estuvo dedicado a Rodrigo Sarmiento Villandrando Mendoza y Silva, duque de Híjar, conde de Salinas, Señor de Villarrubia y Ribadeo (1600-1664), que fue un importante mecenas de la cultura en su época y auspició numerosos certámenes literarios. 
No fue el de Criptana el único que se hizo en su honor durante su destierro; también se conoce por su importancia el que se celebró en Almagro, en honor al Santo Sacramento. Los detalles sobre el papel del duque de Híjar en este certamen nos los proporciona Ramón Ezquerra Abadía, "La conspiración del Duque de Híjar".
“En el certamen poético de San Antonio en Campo de Criptana, en 1644, [participaron] Doña Juana Salinas, monja seglar de San Juan de Alcalá y Doña Isabel de Perillán y Quirós, natural de Criptana.”
Además de ellas participaron: 
- El licenciado Diego Ortiz Muñoz, natural de Criptana (Colegial de San Clemente de Alcalá).
- El licenciado Félix Ortiz Muñoz, natural de Criptana.
- El licenciado Antonio Martínez, natural de Criptana.
- Fray Juan García de Loaisa, natural de Criptana, franciscano.
- Don Francisco Magnas Roman, natural de Criptana.
- El doctor Francisco Fernández Morales Xarinero, natural del Toboso.
- El licenciado Juan Zarzo, natural de Criptana, maestro de latinidad.
- El licenciado Francisco López Ortiz, natural de Criptana, maestro de gramática.
- D. Andrés Abad.

## Romance[4]
Romance de 64 versos, con el cual Isabel Perillán y Quirós obtuvo el segundo premio en una de las modalidades propuestas. 

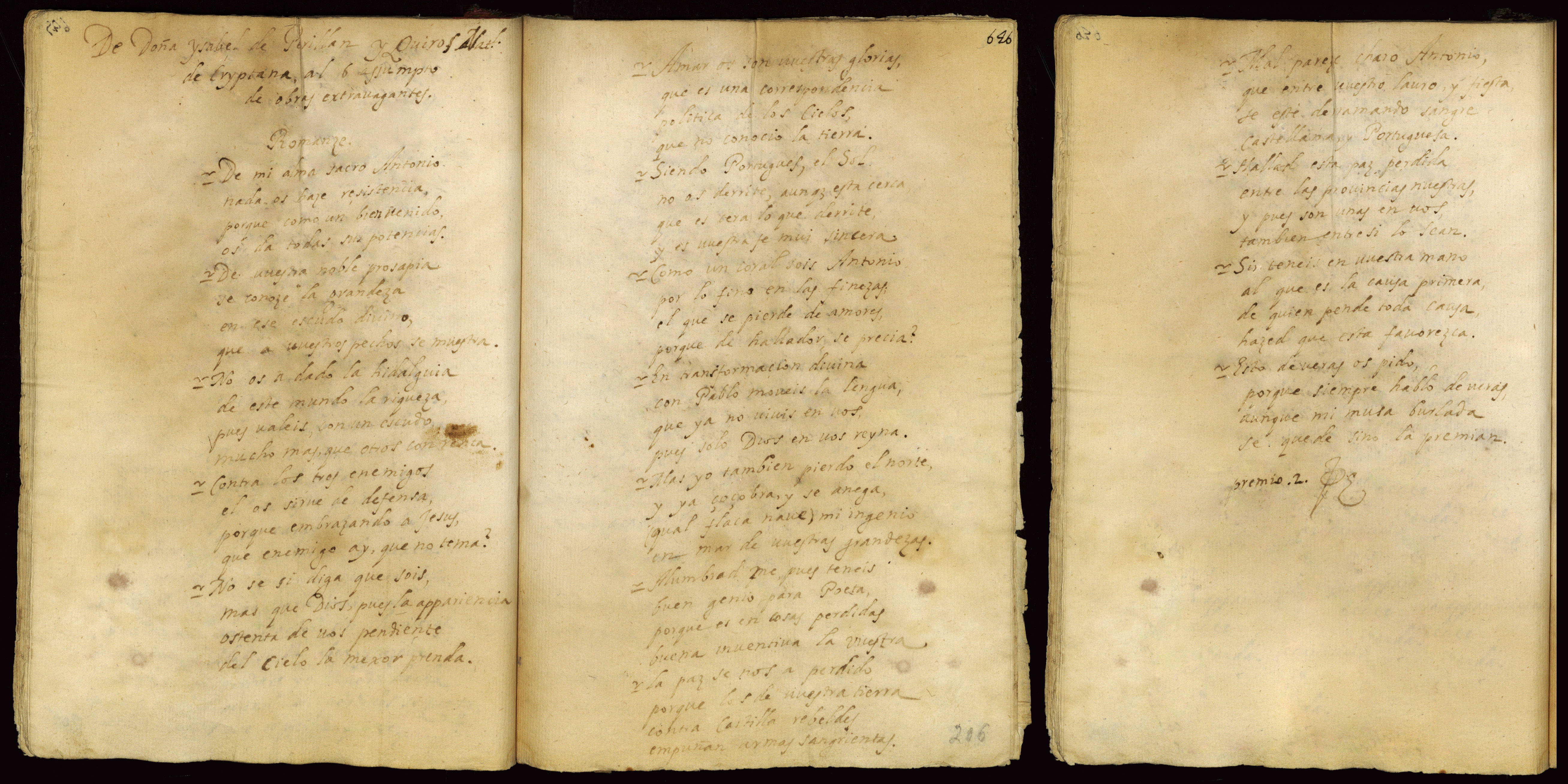

De mi alma, sacro Antonio,
nada os haze resistencia,
porque como un bienvenido,
os da todas sus potencias.
De vuestra noble prosapia
se conoce la grandeza
en ese escudo divino,
que a vuestros pechos se muestra.
No os ha dado la hidalguía
de este mundo la riqueza,
pues valéis, con un escudo,
mucho más que otros con renta.
Contra los tres enemigos
él os sirve de defensa,
porque embrazando a Jesús,
qué enemigo hay, que no tema?
No sé si diga que sois,
más que Dios, pues la appariencia
ostenta de vos pendiente
del Cielo la mexor prenda.
Amaros son nuestras glorias,
que es una correspondencia
política de los Cielos,
que no conoció la tierra.
Siendo Portugués, el Sol
no os derrite, aunque está cerca,
que es cera lo que derrite,
y es nuestra fe muy sincera.
Como un coral sois, Antonio,
por lo fino en las finezas;
el que se pierde de amores,
por qué de hallador se precia?
En transformación divina
con Pablo movéis la lengua,
que ya no vivís en vos,
pues solo Dios en vos reyna.
Mas yo también pierdo el norte,
y ya çoçobra, y se anega,
(qual flaca nave) mi ingenio
en mar de vuestras grandezas.
Alumbrad me, pues tenéis
buen genio para Poeta,
porque es en cosas perdidas
buena inventiva la vuestra.
La paz se nos ha perdido
porque los de vuestra tierra
contra Castilla rebeldes
empuñan armas sangrientas.
Mal parece, claro Antonio,
que entre vuestro lauro y fiesta,
se esté derramando sangre
Castellana y Portuguesa.
Hallad esta paz perdida
entre las provincias nuestras,
y pues son unas en vos,
también entre sí lo sean.
Si tenéis en vuestra mano
al que es la causa primera,
de quien pende toda causa,
hazed que esta favorezca.
Esto de veras os pido,
porque siempre hablo de veras,
aunque mi musa burlada
se quede, si no la premian.

## Testamento
El 5 de febrero de 1663 Isabel Perillán y Quirós redactó testamento ante Pedro Díaz Alarcos en Campo de Criptana.
En el mismo deja escrita su voluntad de ser sepultada en el Convento de Carmelitas descalzos de esta villa en la sepultura que ordenare su hijo, el licenciado Nicolás Ramírez. 
También deja estipulado que se entreguen 1000 reales para que su hijo pueda cumplir diferentes deseos desde su entierro y pueda pagar las limosnas correspondientes: -  Una misa cantada por su ánima con tres religiosos, el día de su entierro o el siguiente. 
- Tres misas por su ánima, todos los sacerdotes y frailes que estuviesen en la villa.
- 224 misas por su ánima y demás personas de obligación en honor de San Gregorio.
- Dos años sobre su sepultura de un año de cera y pan.
- Lo acostumbrado a la mandas forzosas redención de cautivos Santos lugares de Gerusalén.

Deja para su criada María Jiménez: una cama de pino llana, un colchón lienzo, un cobertor verde y una manta blanca de paño, un medio arcaz, un escabel, un taburete de pino, una sartén, asador y deja encargo a su hijo de que le dé para dos arrobas de lana negra durante toda su vida, por el buen servicio que le ha hecho. 
Igualmente también para su criada Antonia de la Paz, una cama de pino llana, dos mantas. Un cobertor, un colchón y un jergón. Una delantera, dos almohadas, una sábana llana y doscientos reales en dinero o en bienes que escoja, también por el buen servicio que le ha hecho. 
La mayor parte de lo que queda de la herencia se lo deja a su hijo Nicolás Ramírez, haciendo referencia a viñas y cocedero que tenía en Arenales de la Moscarda. 
Dejando también una parte de la herencia a sus nietas, descendencia de su hijo D. Juan de Perillán. 

## IES Isabel Perillán y Quirós
Aunque el instituto de Campo de Criptana comenzó en 1969, no fue hasta el año 1990 cuando se decidió un nombre propio para el centro. El proceso llevó su tiempo porque las primeras propuestas datan de 1978, pero el acuerdo entre claustro de profesores y ayuntamiento impedía decidir un nombre para el mismo.
Finalmente en 1990 el claustro de profesores eligió entre tres propuestas; Isabel Perillán y Quirós, nombre propuesto por Francisco Escribano Sánchez-Alarcos (cronista de la villa), La Encomienda y Pedro Martínez de Castañeda, un escultor del siglo XVI.
El claustro se inclinó mayoritariamente por la primera (trece votos de los 22 del claustro), a lo que el Ayuntamiento, Consejo Escolar y Servicio de Inspección dieron su visto bueno. 
El 12 de junio de 1990 se publicaba oficialmente la denominación.    